# Saint-Laurent (Luik)
Saint-Laurent is een wijk in Luik, gelegen ten westen van Luik-Centrum.

## Geschiedenis
Deze wijk begint direct voorbij de Sint-Maartensbasiliek, die zich in Luik-Centrum bevindt. Ze wordt begrensd door Saint-Gilles, Burenville, Sainte-Marguerite en Sainte-Walburge.
De naamgeving gaat terug tot de 10e-eeuwse bisschop Heraclius van Luik, die een aan Sint-Laurentius gewijde kerk stichtte. Dit was een eerbetoon aan zijn beschermheer keizer Otto I, die op 10 augustus 955 een overwinning op de Hongaren behaalde (10 augustus is de feestdag van Sint-Laurentius).
De bouw van de kerk zou begonnen zijn in 968, maar ze was nog lang niet voltooid in het sterfjaar (971) van Heraclius. Pas onder het episcopaat van Reginhard van Luik (1025-1037) zou de kerk voltooid worden.
In 1026 kwamen een aantal benedictijnen van de Abdij van Saint-Vanne te Verdun aan in Luik, om daar een nieuwe abdij te stichten: de Sint-Laurentiusabdij. Deze werd ingewijd in 1034. Deze abdij functioneerde tot 1794, toen ze door de Fransen werd opgeheven en daarna als militair hospitaal werd gebruikt.

## Bezienswaardigheden
- Poortgebouw van de Sint-Laurentiusabdij
- Sint-Agathaklooster (Couvent Sainte-Agathe de Liège) huidige gebouwen 1634-1663, opgeheven in 1796. Aan de Rue Saint-Laurent.
- Heilig Kruiskerk
- Sint-Maartensbasiliek